# 03式自動歩槍
03式自動歩槍(03式自动步枪、英：QBZ-03)は、中華人民共和国の自動小銃。開発元は中国北方工業公司。2003年に中国人民解放軍で採用され、2006年から一部部隊での配備が確認されている。

## 開発
87式自動歩槍の要件未達成が露呈したことによる第2世代の5.8mm弾を使用する新型自動小銃の開発は最終的にはブルパップ方式の95式自動歩槍のみが完成したが、1989年時点の開発初期段階ではブルパップ方式と従来方式の2種を並行して開発し、部隊内でブルパップ方式と従来方式を選択可能にする案が存在していた。
この案は一定の支持を受けたものの、95式自動小銃の開発が進む中で従来方式も合わせて開発することが難しいことが発覚し、従来方式は一旦凍結されブルパップ方式のみ開発が進められた。
こうしてブルパップ方式の95式自動歩槍のみが完成し全軍配備されたが、前例のないブルパップ方式小銃に慣れない、信頼性に問題があるなどの苦情が寄せられた。それに対応するために凍結されていた従来方式の第2世代新型小銃の開発を再開した。その結果「95A式自動小銃」が開発された。
開発された当初はあくまで95式自動小銃の派生型として開発されたため「95式」と名称が定められたが、95式自動小銃と95A式自動小銃の間で派生型と呼ばれるような共通点は少なく独自点がかなり目立ったためリアサイトの位置を変更するなど少しの改良を施し、独立した新型小銃として名称が「03式自動歩槍(03式5.8mm自動歩槍)／QBZ-03」と改められた。
2003年12月までに中国人民解放軍の試験を通過し、前述した名称で採用された。このような経緯を経て採用された03式自動歩槍だが、苦情が寄せられたものの先進的なブルパップ方式の銃器をあえて旧来の従来方式の銃器に更新するという保守的な決定に対し疑問を持つ人々も多く、非常に長い期間に渡って議論された。最終的にはすでに95式自動歩槍が配備されているところはそのままに、いまだに81式自動歩槍など旧来銃器を運用している部隊の更新銃器を03式自動歩槍にするというものに落ち着いた。
このように95式自動歩槍に比べるとその数は少ないものの一定数が運用されていた03式自動歩槍だったが、2011年頃に95式自動歩槍の改良型である「95-1式自動歩槍(95-1式5.8mm自動歩槍)／QBZ-95-1」が開発され配備が開始されたため03式自動歩槍の新規生産は止められた。だが現在でも陸軍国境警備部隊、空軍空挺部隊、武装警察内衛部隊などで現役である。

## バリエーション

### T03
03式自動歩槍のEMEIブランドのもと販売されている輸出モデル。使用弾薬は5.56×45mm弾で、STANAGマガジンから給弾できるよう変更されている。セミオート、フルオートに加え3点バースト射撃が可能。

### T03A
T03の近代化モデル。伸縮調整可能なAR-15タイプ銃床と上下左右の4面ピカティニーレール付きハンドガード、フレーム上部にピカティニーレールが追加されている。

### EM3531
03式自動歩槍の輸出向け訓練モデル。セミオートのみに制限され、使用弾薬は.22 ロングライフル弾に変更されている。T03Aと同様のピカティニーレール付きフレームと銃床を備えているがハンドガードは03式自動歩槍から変更されていない。マガジンは30連風の外見をした10連のものを使用する。

### 11式個人総合作戦システム／QTS-11
2005年頃に登場したアメリカのXM29などOICWに影響を受けて開発されたとされる複合小銃。
ベースは03式自動歩槍で一体化したボルトアクションで作動する20mmグレネードランチャーがあり、特別な信号雷管を装備した擲弾を射撃することが可能。この信号雷管は炸裂する距離を設定することが可能で遮蔽に隠れている目標の上で炸裂するよう設定することで遮蔽を無視してダメージ与えることが可能。また照準器には熱感知(サーマルサイト)やレーザー距離測定システムなどの機能も備わっている。
このように先進的な機能を大量に取り込んだ銃器だったが、本体のみの重量でも5kg、その他付属品を取り付けると18kgにまで重量が膨らむため実用的ではなく、採用はされていない。

## 採用国
中国
- 中国人民解放軍
- 中国民兵
- 中国人民武装警察部隊